# جوزيف لايتفوت
جوزيف لايتفوت (بالإنجليزية: Joseph Lightfoot)‏ (13 أبريل 1828 – 21 ديسمبر 1889), المعروف أيضا باسم جي بي لايتفوت، هو لاهوتي إنجليزي وأسقف دورهام.

## حياته
ولد في ليفربول, حيث كان والده جون جاكسون لايتفوت محاسبًا.  تلقى تعليمه في مدرسة الملك إدوارد، برمنغهام، من معاصريه بروك يستكوت و إدوارد وايت بنسون. في عام 1847 التحق بكلية الثالوث في كامبريدج ، تخرج وأصبح زميلًا بالكلية. عمل محررًا في مجلة "Journal of Classical and Sacred Philology" في الفترة من 1854 إلى 1859. في عام 1857، ثم أصبح قسيسًا لبلاط الأمير ألبرت وقسيسًا فخريًا  للملكة فيكتوريا.
لم يتزوج لايتفوت قط. توفي في بورنموث.

## روابط خارجية
- جوزيف لايتفوت على موقع الموسوعة البريطانية (الإنجليزية)